# Baby (Justin-Bieber-Lied)
Baby ist ein Lied des kanadischen Pop- und R&B-Sängers Justin Bieber, in Zusammenarbeit mit dem US-amerikanischen Rapper Ludacris aus dem Jahr 2010.

## Entstehung und Veröffentlichung
Terius Nash, Christopher Stewart, Justin Bieber, Christina Milian, Christopher Bridges schrieben Baby. Tricky Stewart und The-Dream fungierten als Produzenten. Als Hookline verwendete Bieber ein simples „Baby, Baby, Baby, Baby“. Die Erstveröffentlichung von Baby erfolgte am 18. Januar 2010 als Single beim Label Island Records. Am 19. März 2010 erschien es als Teil von Biebers Debütalbum My World 2.0.
Das dazugehörige Musikvideo entstand unter der Regie von Ray Kay und verzeichnet auf YouTube über 3,12 Milliarden Aufrufe. Damit belegt es Platz 39 der meistaufgerufenen YouTube-Videos.

## Kommerzieller Erfolg

### Chartplatzierungen
| ChartsChartplatzierungen       | Höchstplatzierung | Wochen |
| ------------------------------ | ----------------- | ------ |
| Deutschland (GfK)              | 22 (13 Wo.)       | 13     |
| Kanada (MC)                    | 1 (34 Wo.)        | 34     |
| Österreich (Ö3)                | 27 (10 Wo.)       | 10     |
| Schweiz (IFPI)                 | 25 (20 Wo.)       | 20     |
| Vereinigte Staaten (Billboard) | 5 (20 Wo.)        | 20     |
| Vereinigtes Königreich (OCC)   | 3 (27 Wo.)        | 27     |

| ChartsJahrescharts (2010)      | Platzierung |
| ------------------------------ | ----------- |
| Vereinigte Staaten (Billboard) | 44          |
| Vereinigtes Königreich (OCC)   | 47          |

### Auszeichnungen für Musikverkäufe
| Land/Region                  | Auszeichnungen für Musikverkäufe (Land/Region, Auszeichnung, Verkäufe) | Verkäufe   |
| ---------------------------- | ---------------------------------------------------------------------- | ---------- |
| Australien (ARIA)            | 8× Platin                                                              | 560.000    |
| Belgien (BRMA)               | Gold                                                                   | 15.000     |
| Brasilien (PMB)              | 4× Diamant                                                             | 1.000.000  |
| Dänemark (IFPI)              | 2× Platin                                                              | 180.000    |
| Deutschland (BVMI)           | Gold                                                                   | 150.000    |
| Frankreich (SNEP)            | —                                                                      | 108.200    |
| Italien (FIMI)               | Gold                                                                   | 35.000     |
| Japan (RIAJ)                 | Gold (Downloads) · + Gold (Mobile Downloads)                           | 200.000    |
| Kanada (MC)                  | 2× Platin                                                              | 160.000    |
| Neuseeland (RMNZ)            | Platin                                                                 | 15.000     |
| Norwegen (IFPI)              | 3× Platin                                                              | 30.000     |
| Spanien (Promusicae)         | Platin                                                                 | 60.000     |
| Südkorea (KMCA)              | —                                                                      | 695.505    |
| Vereinigte Staaten (RIAA)    | 12× Platin                                                             | 12.000.000 |
| Vereinigtes Königreich (BPI) | 2× Platin                                                              | 1.200.000  |
| Insgesamt                    | 5× Gold · 21× Platin · 5× Diamant ·                                    | 16.408.705 |

Hauptartikel: Justin Bieber/Auszeichnungen für Musikverkäufe

### Auszeichnungen für Musikstreaming
| Land/Region     | Auszeichnungen für Musikverkäufe (Land/Region, Auszeichnung, Verkäufe) | Verkäufe   |
| --------------- | ---------------------------------------------------------------------- | ---------- |
| Dänemark (IFPI) | Gold                                                                   | 900.000    |
| Japan (RIAJ)    | Gold                                                                   | 50.000.000 |
| Insgesamt       | 2× Gold ·                                                              | 50.900.000 |

Hauptartikel: Justin Bieber/Auszeichnungen für Musikverkäufe